# Moe Island
Moe Island ist eine Insel im Archipel der Südlichen Orkneyinseln.

## Geographie
Die irregulär geformte Insel ist 1,5 km lange und 1 km breit. Vom südwestlichen Ende von Signy Island trennt sie der 310 m breite Fyr Channel. Im Nord- und Südosten steigt die Insel steil zur höchsten Erhebung, dem Snipe Peak, an. Drei felsige Landzungen strecken sich nach Nordwesten aus und begrenzen die beiden Buchten Landing Cove und Richardson Cove.
Die nächste Forschungsstation ist die britische Signy-Station, die etwa 5 km nordöstlich liegt.

## Umweltschutz
Moe Island und die unmittelbar vorgelagerten Felseilande bilden das besonders geschützte Gebiet (Antarctic Specially Protected Area) Nr. 109 nach Anlage V (Schutz und Verwaltung von Gebieten) des Umweltschutzprotokolls zum Antarktisvertrag. Ziel der Schutzmaßnahmen ist die Erhaltung des Ökosystems aus bis zu zwei Meter dicken Torfmatten und den Kolonien von Zügelpinguinen, Kapsturmvögeln und Taubensturmvögeln. Eine zunehmende Anzahl an Antarktischen Seebären bevölkert die Ufer der Landing Cove.
Moe Island wird von BirdLife International als Important Bird Area (AQ020) ausgewiesen.

## Geschichte
Der norwegische Walfängerkapitän Petter Sørlle kartierte sie zwischen 1912 und 1913. Er benannte sie nach Magnus Thoralf Joachim Moe (1878–unbekannt), einem weiteren Walfängerkapitän aus dem norwegischen Sandefjord, der zur selben Zeit wie Sørlle in den Gewässern um die Südlichen Orkneyinseln operierte.